# Ба, Ибраим
Ибраи́м Ба (фр. Ibrahim Ba; род. 12 ноября 1973, Дакар) — французский футболист, родился в Сенегале, правый полузащитник. Выступал за сборную Франции. Сын сенегальского футболиста, капитана сборной Сенегала Ибраимы Ба Эусебио.

## Карьера
Ибраим Ба воспитанник клуба «Гавр», после 5 сезонов в команде он перешёл в клуб «Бордо», в котором раскрылся и даже стал призываться в сборную Франции, в которой дебютировал в январе 1997 года в матче со сборной Португалии и даже забил в том матче гол после блестящего сольного прохода. Эти успехи позволили обратить внимание на Ба европейских грандов, и Ба перешёл в итальянский клуб «Милан», где сразу взял себе номер 13, под которым играл и его отец. Уже во втором туре чемпионата Италии Ба забил гол в ворота «Лацио», в первом сезоне он проводит за клуб 31 матч, а во втором — 15 игр. В сезоне 1998/99 Ба вместе с «Миланом» стал чемпионом Италии.
Ба имел возможность попасть на чемпионат мира 1998 и даже попал в предварительный список из 28 игроков, но в окончательный список включён не был, получив отказ за несколько дней до чемпионата в мае месяце.
В сезоне 1999—2000 Ба был отдан в аренду в клуб «Перуджа», но сезон не удался, француз был дисквалифицирован на 4 матча после того, как ударил головой игрока «Кальяри» Фабио Мачеллари, а в конце сезона вообще сломал ногу в матче с клубом «Умбрия», в котором Ба забил гол. Вернувшись в «Милан» Ба долго лечился, а потому провёл лишь 5 матчей. А затем был вновь отдан в аренду, на этот раз в клуб «Олимпик» (Марсель), в котором играл очень мало, а вернувшись во второй раз в «Милан» опять сыграл за сезон только 5 игр.
Летом 2003 года Ба перешёл в английский клуб «Болтон Уондерерс», в единственном сезоне за «Болтон» Ба смог установить рекорд Премьер-Лиги по наибольшей разницы в длине букв в фамилии между заменённым игроком и заменяемым, случилось это в феврале 2004 года, когда Ба заменил Стелиоса Яннакопулоса. В 2004 году Ба перешёл в турецкий клуб «Чайкур Ризеспор», но там быстро с игроком разрывают контракт и он проводит месяцы в бездействии. Летом 2005 года Ба переходит в клуб «Юргорден», где выступает в основном составе, но по своей воле в январе 2006 года разрывает контракт с командой. В июле Ба пробует свои силы в «Дерби Каунти», но клуб после просмотра футболиста не пожелал подписать с ним контракт. Полгода Ба находится без клуба, он начинает тренироваться с клубом серии С2 «Варезе», но затем неожиданно подписывает контракт с «Миланом» на 200 000 евро за весь период действия соглашения, однако Ба так и не вышел в основе, более того, лишь в последнем туре чемпионата Италии, француз появился на скамье запасных.
21 мая 2008 года, в день окончания контракта с «Миланом», Ибраим Ба объявил о завершении футбольной карьеры и получении работы в «Милане» в качестве скаута клуба в Африке.
Ба известен ещё и тем, что его лицо находится на обложке видеоигры «Actua Soccer 3», на которой изображён Ба в полный рост, а надпись гласит: «Рекомендуется Ибраимом Ба».

## Достижения
Командные
 «Милан»
- Чемпион Италии: 1999
- Обладатель Кубка Италии: 2003

 «Юргорден»
- Чемпион Швеции: 2005
- Обладатель Кубка Швеции: 2005